# Рама Варма XIII
Рама Варма XIII — індійський монарх, який правив Кочійським царством від 1844 до 1851 року.